# Anorthodes indigena
Anorthodes indigena är en fjärilsart som beskrevs av Barnes och Benjamin 1925. Anorthodes indigena ingår i släktet Anorthodes och familjen nattflyn. Inga underarter finns listade i Catalogue of Life.